# Mirosław Sekuła

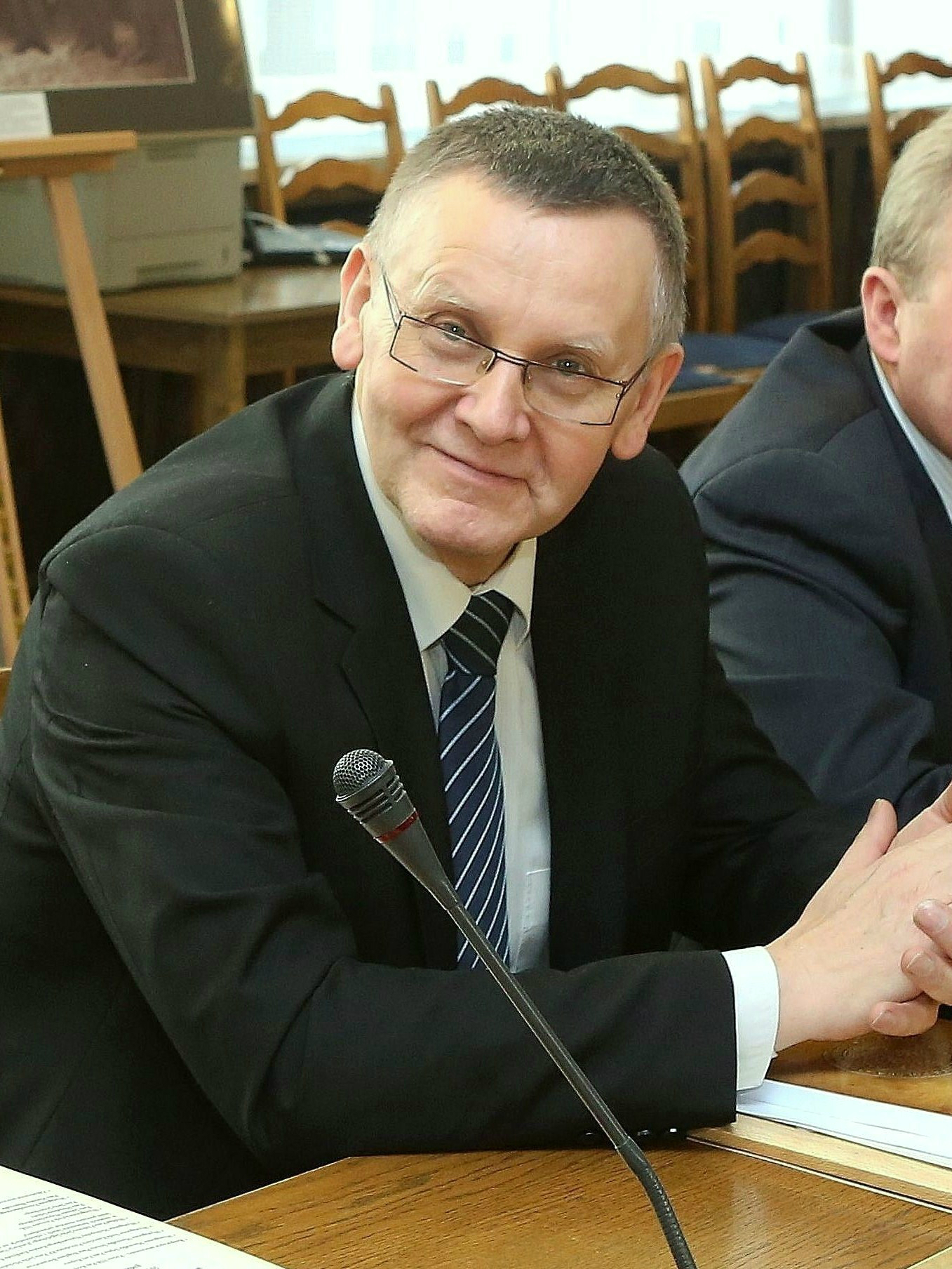
Mirosław Sekuła (2014)

Mirosław Sekuła (* 20. Juni 1955 in Strzelce Opolskie) ist ein polnischer Politiker (AWS, PO). Er gehörte dem Sejm von 1997 bis 2001 und 2007 bis 2011 in der III. und VI. Wahlperiode an. Von 2001 bis 2007 war er Präsident des Najwyższa Izba Kontroli und 2013/14 Woiwodschaftsmarschall der Woiwodschaft Schlesien.

## Leben und Beruf
1970 bis 1975 besuchte Sekuła das Technikum in Sławięcice und studierte anschließend an der Schlesischen Technischen Universität. Dort erhielt er 1980 seinen Magister in Technischer Chemie. Anschließend war er bis 1994 am Institut für chemischen Kohleverarbeitung tätig.
Mirosław Sekuła ist verheiratet und hat zwei Kinder.

## Politik
Im Juli 1994 wurde Sekuła stellvertretender Stadtpräsident von Zabrze, nachdem er bereits seit 1990 dem Stadtrat angehört hatte, und blieb dies bis 1998. Bei den Parlamentswahlen 1997 errang er als Kandidat der Akcja Wyborcza Solidarność (AWS) ein Mandat für den Sejm. Dort war er seit Dezember 1999 Vorsitzender des Ausschusses für öffentliche Finanzen. Zugleich hatte er für die AWS von 1998 bis 2001 einen Sitz im Sejmik der Wojewodschaft Schlesien inne. Nach der Spaltung der AWS 2001 schloss er sich der Platforma Obywatelska (PO) an. Am 20. Juli 2001 wurde Mirosław Sekuła Präsident der Höchsten Kontrollkammer (Najwyższa Izba Kontroli) Polens. In dieser Position blieb er bis zum 24. Juli 2007. 2004 bis 2005 absolvierte er ein postgraduales Studium an der Schlesischen Technischen Universität im Fachgebiet Wirtschaft.
Im Jahr 2007 war er vorübergehend Präsident des Wasser- und Kanalisationsunternehmens von Zabrze. Bei den vorgezogenen Parlamentswahlen 2007 trat er im Wahlkreis 29 Gliwice an und konnte mit 22.261 Stimmen erneut ein Mandat für den Sejm erringen. Er war stellvertretender Fraktionsvorsitzender der PO. Am 6. November 2009 wurde Mirosław Sekuła Vorsitzender des Untersuchungsausschusses zur Glücksspielaffäre. Bei dieser Affäre soll die Industrie durch unzulässige Lobbyarbeit versucht haben die Einführung einer Glücksspielssteuer zu verhindern. Bei den Selbstverwaltungswahlen 2010 kandidierte er für das Amt des Stadtpräsidenten von Zabrze. Mit 13,5 % der Stimmen belegte er den zweiten Platz hinter der wiedergewählten Amtsinhaberin Małgorzata Mańka-Szulik. Bei der Parlamentswahl 2011 trat er nicht an und schied daher aus dem Sejm aus. Im Dezember 2011 wurde er Unterstaatssekretär im Finanzministerium. Im Januar 2013 wurde er als Nachfolger von Adam Matusiewicz zum Woiwodschaftsmarschall der Woiwodschaft Schlesien gewählt. Er übte das Amt bis Dezember 2014 aus.